# Stazione di Yamanashishi
La stazione di Yamanashi (山梨市駅?, Yamanashishi-eki) è una stazione ferroviaria della città di Yamanashi, nella prefettura di Yamanashi, e serve la linea linea principale Chūō della JR East. Dista 122,2 km dal capolinea di Tokyo.

## Linee
East Japan Railway Company
■ Linea principale Chūō

## Struttura
La fermata è dotata di un marciapiede laterale, unito al fabbricato viaggiatori, e uno a isola, con tre binari passanti in superficie. Il secondo marciapiede è connesso alla stazione da una passerella sopraelevata.
| 1-2 | ■ Linea principale Chūō | per Kōfu, Kami-Suwa e Matsumoto        |
| 2-3 | ■ Linea principale Chūō | per Ōtsuki, Hachiōji, Shinjuku e Tokyo |

## Stazioni adiacenti
| «                     | Servizio              | »                     |
| Linea principale Chūō | Linea principale Chūō | Linea principale Chūō |
| --------------------- | --------------------- | --------------------- |
| Higashi-Yamanashi     | -                     | Kasugaichō            |